# (22394) 1994 TO
1994 تي أو (ويعرف أيضًا باسم (22394) 1994 تي أو وفق تسمية الكوكب الصغير) (بالإنجليزية: 1994 TO)‏ هو كويكب ضمن حزام الكويكبات؛ وترتيبه 22394 من حيث الاكتشاف.
اكتُشف هذا الجُرم الفلكي بواسطة Kin Endate ‏ في 2 أكتوبر 1994.

## وصلات خارجية
- (22394) 1994 TO في قاعدة بيانات مختبر الدفع النفاث لأجرام النظام الشمسي الصغيرة

- الاكتشاف · مخطط المدار ·  العناصر المدارية · المعلمات المادية

- (22394) 1994 TO على موقع ويكي سكاي: DSS2, SDSS, GALEX, IRAS, Hydrogen α, X-Ray, Astrophoto, Sky Map, Articles and images